# Violent Pop
Violent Pop — третій альбом фінського рок-гурту Blind Channel, який вийшов 6 березня 2020 року. Перша пісня для цього альбому була записана влітку 2018 року і отримала назву «Over My Dead Body». Починаючи з цього моменту Blind Channel розпочали писати новий матеріал. В грудні 2019 року гурт повідомив, що запис третього студійного альбому завершено, таким чином на створення альбому пішло трохи менше ніж півтора року. Продюсером знову виступив Йонас Олссон (Amorphis, Poisonblack, Robin), який працював і над двома попередніми альбомами Revolutions та Blood Brothers. Крім того, участь в записі альбому також взяв Якоб Хансен, відомий данський музикант, що стоїть за хітами групи Volbeat. Всього для альбому було обрано приблизно двадцять демозаписів, і лише одинадцять із них були допрацьовані та потрапили до самого альбому.
15 січня 2020 року Blind Channel представили назву альбому, його обкладинку і трек-лист. Стало відомо, що альбом вийде за підтримки лейблів Out Of Line Music в Німеччині та Ranka Kustannus по всьому світі 6 березня 2020 року. Назва альбому співзвучна із самоназваним стилем Blind Channel.

## Сингли
Першим синглом стала пісня «Over My Dead Body», офіційно вийшла 15 листопада 2018 року, за кілька днів також був опублікований відеокліп, режисером якого виступив Олексій Куликов з естонської медіакомпанії Vita Pictura.
15 березня 2019 року вийшов другий сингл «Timebomb», в записі якого взяв участь ді-джей і продюсер Алекс Маттсон.
7 червня Blind Channel представили третій сингл, що отримав назву «Snake». В записі пісні взяв участь Генрік Енглунд, найвідоміший, як GG6, зі шведсько-данським мелодік-метал гуртом Amaranthe. Музиканти також представили відеокліп, режисером якого знову став Олексій Куликов та команда Vita Pictura.
Після довготривалої перерви, пов'язаної з великою кількістю виступів, 13 листопада Blind Channel повідомили про вихід четвертого сингла «Died Enough For You», реліз якого був запланований на 22 листопада 2019. Крім того, Blind Channel представили новий стиль групи — на заміну білому кольору в їх аутфітах прийшло поєднання сріблястого та чорного. Таким чином гурт визначив нову еру у своїй творчості. Відеокліп на пісню «Died Enough For You» був опублікований 3 квітня 2020 року.
3 січня 2020 року вийшов п'ятий сингл з альбому, що отримав назву «Fever». Blind Channel повідомили, що це останній сингл, який вони випускають до виходу самого альбому.
Після релізу альбому гурт випустив свій останній сингл з цього запису, який отримав назву «Gun». В трек-лист цього сингла увійшла однойменна пісня й офіційна акустична версія «Died Enough For You».

## Список композицій
| #   | Назва                           | Тривалість |
| --- | ------------------------------- | ---------- |
| 1.  | «Gun»                           | 2:41       |
| 2.  | «Fever»                         | 3:00       |
| 3.  | «Timebomb (Feat. Alex Mattson)» | 3:14       |
| 4.  | «Snake (Feat. GG6)»             | 3:05       |
| 5.  | «One Of Us»                     | 3:06       |
| 6.  | «Enemies with Benefits»         | 3:35       |
| 7.  | «Love Of Mine»                  | 3:40       |
| 8.  | «Feel Nothing»                  | 3:42       |
| 9.  | «Lanterns»                      | 3:35       |
| 10. | «Over My Dead Body»             | 3:43       |
| 11. | «Died Enough For You»           | 3:16       |

## Учасники запису
- Ніко Моіланен — вокал, Реп
- Йоель Хокка — вокал, гітара
- Йоонас Порко — гітара, бек-вокал
- Оллі Матела — бас-гітара
- Томмі Лаллі — ударні
- Алекс Маттсон — семпли в пісні «Timebomb»
- GG6 — вокал в пісні «Snake»